# Varstu
Varstu è un comune rurale dell'Estonia meridionale, nella contea di Võrumaa. Il centro amministrativo è l'omonimo borgo (in estone alevik).

## Località
Oltre al capoluogo il comune comprende 18 villaggi (in estone küla) e un borgo.

### Borghi
Varstu

### Villaggi
1. Hintsiko
2. Kangsti
3. Kõrgepalu
4. Krabi
5. Laurimäe
6. Liguri
7. Lüütsepa
8. Matsi
9. Metstaga
10. Mutemetsa
11. Paganamaa
12. Pähni
13. Punsa
14. Raudsepa
15. Soolätte
16. Tagakolga
17. Vana-Roosa
18. Viru